# 마츠노 타이키
마츠노 타이키(Taiki Matsuno, 1967년 10월 16일~2024년 6월 26일)는 일본의 배우, 아역 배우, 텔레비전 배우, 성우이다.

## 방송
- 인풍전대 허리켄쟈

## 애니메이션
- 원피스 - 트레볼

## 영화
- 동경가족(2013년)
- 프리큐어 올스타즈 DX 3 - 미래에 닿아라! 세계를 잇는☆무지개빛 꽃(2011년) - 타르트 역
- 프리큐어 올스타즈 DX 2(2010년) - 타르트 역
- 프리큐어 올스타즈 DX(2009년) - 타르트 역
- 디지몬 세이버즈 : 궁극파워! 버스트 모드 발동!!(2006년) - 아구몬 역
- XXX 홀릭 극장판 : 한 여름 밤의 꿈(2005년)
- 인풍전대 허리켄쟈(2002년)
- 원피스 극장판 1기 - 황금의 대해적 우난(2000년)
- 아바시리 일가(1992년)